# Алея

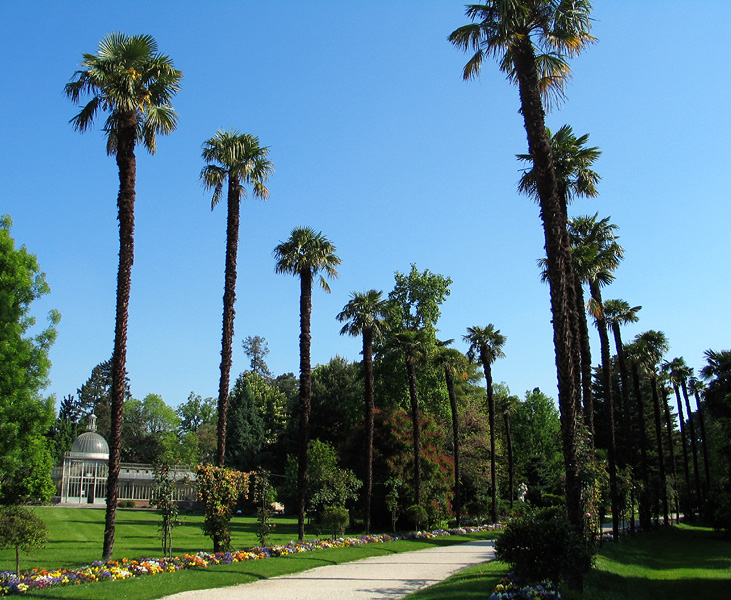
Алея з пальм у саду Массі в місті Тарб

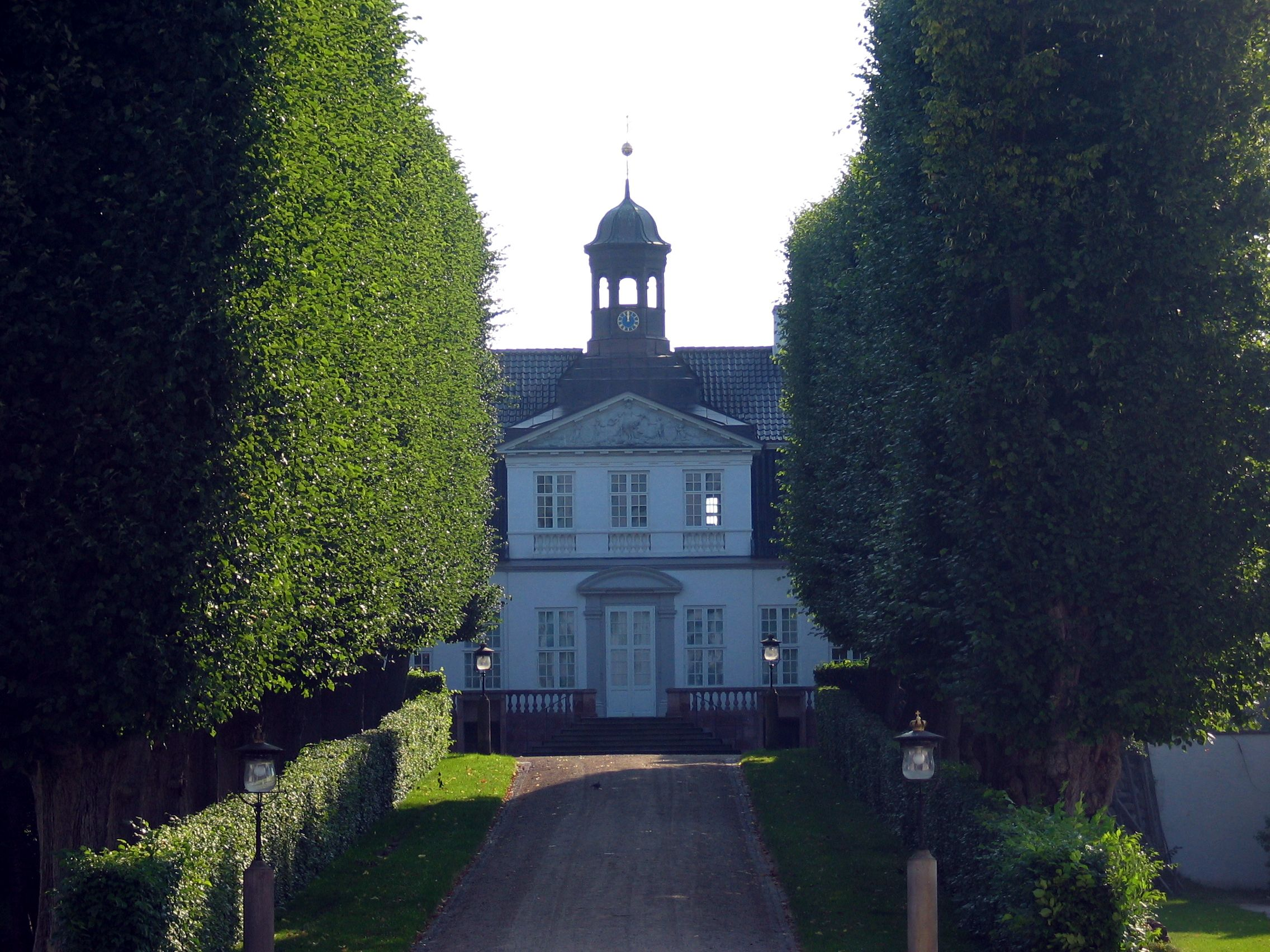
Алея біля палацу Соргенфрі в Копенгагені

Але́я (фр. allée від aller — «ходити») — дорога (в садку, парку), обсаджена з обох боків деревами, кущами.
Типи алей — прямі в регулярних і криволінійні в пейзажних парках і садах — визначаються архітектурним задумом, що диктує їхню побудову: дворядні і багаторядні, одноярусні і багатоярусні, з розділовою смугою, аркові (так звані перголи), з живоплотом та інші.
Дерева і кущі можуть бути такими, що вільно ростуть, або формованими. Для алей застосовують дерева з компактною кроною, довговічні і стійкі проти несприятливих умов зростання; з хвойних — модрину, ялину, ялицю, кипарис та інші, з листяних — липу, дуб, в'яз, березу, бук, граб, платан, клен та інші.
Середня відстань між деревами в ряді — 5 м, між рядами — 10 м; залежно від розмірів і форми крони вона може бути більшою або меншою.